# South Fallsburg
South Fallsburg – jednostka osadnicza w Stanach Zjednoczonych, w stanie Nowy Jork, w hrabstwie Sullivan.

## Najważniejsze miejsca
South Fallsburg położony jest w dawnym kurorcie w górach Catskill, znanym jako Pas Barszczowy. Hotel Raleigh przy Heiden Road to hotel Glatt Kosher Cholov Yisrael z 320 pokojami dla chasydzkich Żydów, zajmujący powierzchnię 200 akrów (0,81 km2); służy również jako centrum kongresowe dla grup religijnych i niereligijnych.Teatr Rivoli i synagoga Stowarzyszenia Hebrajskiego w South Fallsburg są wpisane do Krajowego Rejestru miejsc o znaczeniu historycznym. W mieście znajduje się centrum Siddha Jogi, Aśram Shree Muktananda Fundacji SYDA.

## Demografia
Według spisu ludności Stanów Zjednoczonych z 2010 r. W South Fallsburg mieszkało 2870 osób tworzących 909 gospodarstw domowych i 606 rodzin. Mieszkań było 1385. Rasa CDP obejmowała 63,7% rasy białej i 14,2% Afroamerykanie. Latynosi lub Latynosi dowolnej rasy stanowili 38,5% populacji. Rodziny składające się z męża i żony stanowiły 38,8% populacji. Szacuje się, że od 2017 r. 59,2% mieszkańców żyło poniżej progu ubóstwa.

## Znane osoby
South Fallsburg jest domem dla piosenkarzy i autorów tekstów Gavina i Joeya DeGrawa, bibliotekarki Sari Feldman, pianisty jazzowego i kompozytora Kenny’ego Wernera oraz Yeshivy Gedolah Zichron Moshe.